# Szolláth Dávid
Szolláth Dávid (Kecskemét, 1975. október 8. –) irodalomtörténész, kritikus, egyetemi tanár, fordító és szerkesztő. A Magyar Tudományos Akadémia (Bölcsészettudományi Kutatóközpont) tudományos munkatársa.

## Élete és munkássága
Kecskeméten folytatott tanulmányai után Pécsett, a Janus Pannonius Tudományegyetem magyar szakán tanult, ahol 2002-ben diplomázott. Az irodalomtudományi doktori iskolában 2008-ban védte meg A kommunista aszketizmus esztétikája című disszertációját. A következő négy évben a Pécsi Tudományegyetem Bölcsészettudományi Karának oktatója, 2018-ig a Jelenkor folyóirat szerkesztője.
Jelenleg (2018) a Magyar Tudományos Akadémia Irodalomtudományi Intézetének munkatársa. A Literatura irodalomtudományi folyóirat szerkesztője. Fő kutatási területe Mészöly Miklós munkássága és a két világháború közti baloldali irodalom. Írásai francia, angol, román és lengyel nyelven jelentek meg.
Kappanyos András, Kiss Gábor Zoltán és Gula Marianna mellett annak a csoportnak a tagja, akik 2012-ben újrafordították James Joyce Ulysses című regényét.
2012-ben Déry-díjat kapott.

## Főbb művei
- A kommunista aszketizmus esztétikája. Kontextuális vizsgálatok a huszadik századi magyar irodalom néhány munkásmozgalom-történeti vonatkozásáról. (PhD-értekezés) 2008.[6]
- A kommunista aszketizmus esztétikája – A 20. századi magyar irodalom néhány munkásmozgalom-történeti vonatkozása. Balassi Kiadó, Budapest, 2011.
- Bábelt kövenként. Irodalomtörténeti tanulmányok és esszék. Bölcsészettudományi Kutatóközpont, Budapest, 2019
- Mészöly Miklós; Jelenkor, Budapest, 2020
- Publikációs listája: https://m2.mtmt.hu/gui2/?type=authors&mode=browse&sel=10017009